# Michael Frater
Michael Frater (Manchester, 6 de outubro de 1982) é um velocista jamaicano, especialista em provas 100 metros rasos e revezamentos.
Entre suas principais conquistas estão o título olímpico em Londres 2012 e o bicampeonato mundial em Berlim 2009 e Daegu 2011, sempre integrando o revezamento 4x100 m jamaicano. Ele também tem uma medalha de ouro em Jogos Pan-Americanos, individualmente nos 100 m rasos.

## Carreira
Frater conseguiu proeminência internacional no atletismo através do Jogos da Commonwealth, onde conquistou as medalha de prata na edição de 2002 deste evento da Comunidade Britânica, e conquistaria o ouro na edição de 2006.
Nos Jogos Pan-Americanos de 2003, em Santo Domingo, ele chegou em segundo nos 100 m e em quarto com a equipe da Jamaica no revezamento 4x100 m. Entretanto, dias depois os testes do velocista norte-americano Mickey Grimes, vencedor dos 100 m e integrante do revezamento americano, indicaram a presença de efedrina em seu organismo, substância banida pela IAAF, o que causou sua desclassificação e suspensão, ficando o ouro dos 100 m com Frater e o bronze com a equipe jamaicana integrada por ele.
Sua primeira grande conquista num evento global foi a medalha de prata nos 100 m do Campeonato Mundial de Atletismo de 2005, em Helsinque, Finlândia. Três anos depois, Frater fez parte da equipe jamaicana em Pequim 2008 nos 4 x 100 metros estafetas, onde foram quebrados os recordes mundiais e olímpicos da modalidade. Ele também conquistou a medalha de ouro nos Jogos da Commonwealth de 2006 e a de prata em 2002. Sua melhor marca em corridas de 100 metros rasos é de 9s97.
Em Londres 2012 conquistou o bicampeonato olímpico, ao lado de Usain Bolt, Nesta Carter e Yohan Blake no mesmo revezamento, que mais uma vez estabeleceu um novo recorde mundial para a modalidade, 36,84s.
Com a punição aplicada a Carter em 25 de janeiro de 2017, após a reanálise de seu exame antidoping acusar o uso da substância proibida dimetilamilamina, acabou desclassificado junto com a equipe jamaicana do revezamento 4x100 metros e perdeu a medalha de ouro obtida nos Jogos Olímpicos de Pequim.